# Hemignathus
Hemignathus is een geslacht van zangvogels uit de familie vinkachtigen (Fringillidae).

## Soorten
- Hemignathus affinis – Mauinukupuu
- Hemignathus hanapepe – Kauainukupuu
- Hemignathus lucidus – Oahunukupuu
- Hemignathus wilsoni – Akiapolaau